# ポイント・オブ・ディパーチャー
『ポイント・オブ・ディパーチャー』（Point of Departure）は、アメリカ合衆国のジャズ・ピアニスト、アンドリュー・ヒルが1964年に録音・1965年に発表したスタジオ・アルバム。

## 解説
本作でサイドマンを務めたエリック・ドルフィーは、本作録音の約1か月前の1964年2月25日、ブルーノート・レコード所属時としては唯一のリーダー・アルバム『アウト・トゥ・ランチ』を録音しており、リチャード・デイヴィスとトニー・ウィリアムスも、同作に引き続き本作のセッションにも参加した。ヒルは本作の録音当時「トニー・ウィリアムスがいてくれたから、確実にリズム面での自由度が増した」と語っている。
テナー・サクソフォーン奏者に関しては、当初チャールス・ロイドが起用される予定だったが、最終的にはロイドに代わりジョー・ヘンダーソンが参加した。なお、ヒルは以前、ヘンダーソンのアルバム『アワ・シング』でサイドマンを務め、それをきっかけにブルーノートで録音活動を行うようになった。
Thom Jurekはオールミュージックにおいて満点の5点を付け「ピアニスト/作曲家のアンドリュー・ヒルは恐らく、彼のどのカタログよりも、この日の録音がよく知られており、それも当然の出来栄えである」「21世紀になっても、ジャズの未来を指し示している」と評している。

## 収録曲
全曲ともアンドリュー・ヒル作曲。
1. リフュージ - "Refuge" - 12:16
2. ニュー・モナスタリー - "New Monastery" - 7:06
3. スペクトラム - "Spectrum" - 9:47
4. フライト19 - "Flight 19" - 4:13
5. デディケイション - "Dedication" - 6:41

### 1988年再発CD (CDP 7 84167 2)
1. "Refuge" - 12:12
2. "New Monastery" - 7:01
3. "Spectrum" - 9:44
4. "Flight 19" - 4:09
5. "Flight 19 (Alternate Take)" - 3:46
6. "Dedication" - 6:38
7. "Dedication (Alternate Take)" - 7:00

## 参加ミュージシャン
- アンドリュー・ヒル - ピアノ
- エリック・ドルフィー - アルト・サクソフォーン、フルート、バスクラリネット
- ジョー・ヘンダーソン - テナー・サクソフォーン
- ケニー・ドーハム - トランペット
- リチャード・デイヴィス - ベース
- トニー・ウィリアムス - ドラムス